# ابوبکر ناصر
ابوبکر ناصر (امهری: አቡበከር ናስር አህመድ؛ زادهٔ ۲۳ فوریهٔ ۲۰۰۰) بازیکن فوتبال اهل اتیوپی است.
وی همچنین در تیم‌های ملی فوتبال Ethiopia national under-17 football team و اتیوپی بازی کرده است.